# Simon Thern
Johan Simon Thern (Värnamo, 18 settembre 1992) è un calciatore svedese, centrocampista dell'IFK Värnamo.

## Biografia
È figlio di Jonas Thern, centrocampista che ha trascorso gran parte di carriera all'estero, tra cui anche in Italia con Napoli e Roma.

## Carriera

### Club
Simon Thern ha iniziato la carriera all'IFK Värnamo, la squadra della cittadina in cui è cresciuto, con cui ha giocato sia a livello giovanile che senior. È arrivato all'Helsingborg nel 2010 ma per il primo anno è stato lasciato in prestito al Värnamo, in quello che è stato il suo quarto campionato disputato in Division 1.
Il 22 aprile 2011 con la maglia dell'Helsingborg ha debuttato in Allsvenskan, il massimo campionato svedese, sostituendo Erik Wahlstedt nei minuti finali del successo per 1-0 sul Syrianska. Il 9 maggio dello stesso anno ha segnato la prima rete in Allsvenskan, che sancì il definitivo 3-0 sul Gefle. Quella stagione è stata ricca di successi per la squadra, che ha conquistato il titolo nazionale, la Coppa di Svezia e la Supercoppa.
Dopo i due anni trascorsi con l'Helsingborg di cui uno in prestito, il diciannovenne Thern è stato ingaggiato dal Malmö FF con un contratto di tre anni. Nel corso della prima stagione è stato utilizzato sia come centrale di centrocampo che all'occorrenza come esterno sinistro, soprattutto nella seconda metà di campionato, vista la cessione di Jimmy Durmaz e la folta concorrenza in mezzo al campo. L'Allsvenskan 2013 invece è stata vinta dal Malmö, Thern ha saltato solo una partita giocando 28 partite da titolare e una da subentrante. Nel corso della stagione ha segnato anche alla sua vecchia squadra, l'Helsingborg. Il giocatore ha dovuto saltare parte della stagione 2014 per via di una frattura al perone sinistro, rientrando in tempo per disputare la fase a gironi della Champions League 2014-2015. In campionato la squadra ha chiuso al primo posto bissando il titolo dell'anno precedente.
Il 12 dicembre 2014 è stato reso noto che a partire dal gennaio seguente gli olandesi dell'Heerenveen avrebbero rilevato a titolo gratuito le prestazioni del giocatore, in scadenza di contratto. Nella rosa della squadra olandese Thern ha trovato i connazionali Sam Larsson e Kristoffer Nordfeldt. Ha debuttato in Eredivisie il 18 gennaio 2015, nella trasferta vittoriosa per 2-1 sul campo dell'Utrecht. Il 4 febbraio ha realizzato la prima rete con la nuova maglia, segnando il gol del pareggio nella gara contro il Feyenoord poi vinta 3-1.
Inseritosi nell'undici titolare sin dal suo arrivo, il suo campionato 2015-2016 si è chiuso anticipatamente nel mese di dicembre, quando ha deciso di sottoporsi a intervento chirurgico per risolvere un problema alla caviglia che si portava dietro dal precedente infortunio al Malmö.
Nel febbraio del 2017 l'AIK ha trovato l'accordo con l'Heerenveen per un prestito valido per l'intero anno solare 2017. Thern e l'allenatore dell'AIK Rikard Norling avevano già lavorato insieme nel 2012 al Malmö: nonostante ciò, in tutto il campionato è partito titolare in sole 14 occasioni, entrando in campo 10 volte dalla panchina. Ha segnato un unico gol, quello che ha deciso il derby sul campo del Djurgården a pochi secondi dal suo ingresso in campo, avvenuto al 20' minuto a causa di un infortunio occorso a Per Karlsson.
Nel gennaio 2018 Thern è stato acquistato a titolo definitivo dall'IFK Norrköping con un contratto di tre anni. Durante questo triennio ha totalizzato 74 presenze in campionato, 9 gol e 10 assist. Nel dicembre 2020 ha lasciato la squadra a parametro zero, rilasciando allo stesso tempo alcune dichiarazioni critiche verso la presidenza del club.
Dopo essere stato vicinissimo a firmare un accordo con i bulgari del Botev Plovdiv, il 22 febbraio 2021 Thern è stato invece presentato dall'IFK Göteborg, a cui si è legato con un accordo triennale. Nel campionato 2021 ha totalizzato una rete e due assist in 19 partite, nell'edizione 2022 invece ha messo a segno due reti in 22 presenze. Al termine della sua parentesi con il club, durata due anni, ha dichiarato che lo stile di gioco adottato dall'IFK Göteborg ha contribuito in parte ad alimentare la sua volontà di proseguire altrove la propria carriera.
A pochi giorni dall'inizio dell'Allsvenskan 2023 è stato acquistato dall'IFK Värnamo, squadra in cui egli era cresciuto e nel cui staff tecnico figurava il padre Jonas. I biancoblu si apprestavano a disputare il secondo campionato di Allsvenskan della loro storia, dopo la salvezza dell'anno precedente.

### Nazionale
Già giocatore delle principali Nazionali giovanili svedesi, il 23 gennaio 2012 Thern ha potuto debuttare con la Nazionale maggiore e segnare nella vittoria per 5-0 in amichevole contro il Qatar.

## Palmarès

### Club

#### Competizioni nazionali
- Campionato svedese: 3

Helsingborg: 2011
Malmö: 2013, 2014
- Svenska Cupen: 1

Helsingborg: 2011
- Supercupen: 3

Helsingborg: 2011
Malmö: 2013, 2014